# CamelCase
CamelCase er en måde at sammensætte ord uden bindestreg eller mellemrum, men med indledende versal i hvert indgående ord (men ikke nødvendigvis i det første ord). Navnet kommer sandsynligvis af, at versalerne midt i ordet ser ud som pukler på en kamel.[kilde mangler]
camelCaseMedLilleBegyndelsesbogstav
Hvis det første bogstav skrives med stort, taler man undertiden om PascalCase:
PascalCaseMedStortBegyndelsesbogstav
På engelsk ses CamelCase sporadisk i historien såsom i navne med skotsk oprindelse (McCartney) eller amerikanske sammenskrivninger af europæiske navne med forled, som oprindelig er særskrevet (de Jong ⇒ deJong eller DeJong). I produkt- og firmanavne fremkom skrivemåden i midten af 1900-tallet, f. eks. filmformatet CinemaScope.
I 1970'erne og 80'erne blev CamelCase almindeligt ved programmering, idet de færreste programmeringssprog tillader brug af mellemrum og bindestreg i funktions- og variabelnavne. Derfra har skrivemåden spredt sig til computerrelaterede ord og fænomener. Undertiden har en skrivemåde med CamelCase bredt sig, på trods at fænomenet ikke officielt skrives således, eksempelvis UseNet (Usenet) og MicroSoft (Microsoft).
I Wiki-sammenhæng spiller CamelCase en særlig rolle, da det i Ward's Wiki (og mange andre) er således, at to eller flere ord sat sammen med CamelCase bliver til et link.

## Eksempler på CamelCase
- iMac
- iTunes

## Eksempler på PascalCase
- WordPerfect – program
- LibreOffice – program
- UseModWiki – program
- MediaWiki – program

- CajsaStina Åkerström – sangerinde
- StarOffice – program